# Maria Magdalena (pintura de Leonardo da Vinci)
Maria Magdalena é uma pintura feita por volta de 1515 por Leonardo da Vinci  (quatro anos antes de sua morte em 1519) ou por Giampetrino, um dos seus alunos.